# Seleção Camaronesa de Futebol
A Seleção Camaronesa de Futebol representa Camarões nas competições de futebol da FIFA. Participou das Copas do Mundo de 1982, 1990, 1994, 1998, 2002, 2010, 2014 e 2022. É filiada à FIFA, à CAF e à UNIFFAC.

### Desempenho em Copas do Mundo
| Copa do Mundo FIFA | Copa do Mundo FIFA | Copa do Mundo FIFA | Copa do Mundo FIFA | Copa do Mundo FIFA | Copa do Mundo FIFA | Copa do Mundo FIFA | Copa do Mundo FIFA | Copa do Mundo FIFA |
| ------------------ | ------------------ | ------------------ | ------------------ | ------------------ | ------------------ | ------------------ | ------------------ | ------------------ |
| Aparições          |                    |                    |                    |                    |                    |                    |                    |                    |
| Ano                | Resultado          | Posição            | P                  | V                  | E                  | D                  | GP                 | GC                 |
| 1930               | Não se classificou | Não se classificou | Não se classificou | Não se classificou | Não se classificou | Não se classificou | Não se classificou | Não se classificou |
| 1934               | Não se classificou | Não se classificou | Não se classificou | Não se classificou | Não se classificou | Não se classificou | Não se classificou | Não se classificou |
| 1938               | Não se classificou | Não se classificou | Não se classificou | Não se classificou | Não se classificou | Não se classificou | Não se classificou | Não se classificou |
| 1950               | Não se classificou | Não se classificou | Não se classificou | Não se classificou | Não se classificou | Não se classificou | Não se classificou | Não se classificou |
| 1954               | Não se classificou | Não se classificou | Não se classificou | Não se classificou | Não se classificou | Não se classificou | Não se classificou | Não se classificou |
| 1958               | Não se classificou | Não se classificou | Não se classificou | Não se classificou | Não se classificou | Não se classificou | Não se classificou | Não se classificou |
| 1962               | Não se classificou | Não se classificou | Não se classificou | Não se classificou | Não se classificou | Não se classificou | Não se classificou | Não se classificou |
| 1966               | Desistiu           | Desistiu           | Desistiu           | Desistiu           | Desistiu           | Desistiu           | Desistiu           | Desistiu           |
| 1970               | Não se classificou | Não se classificou | Não se classificou | Não se classificou | Não se classificou | Não se classificou | Não se classificou | Não se classificou |
| 1974               | Não se classificou | Não se classificou | Não se classificou | Não se classificou | Não se classificou | Não se classificou | Não se classificou | Não se classificou |
| 1978               | Não se classificou | Não se classificou | Não se classificou | Não se classificou | Não se classificou | Não se classificou | Não se classificou | Não se classificou |
| 1982               | Primeira fase      | 17/24              | 3                  | 0                  | 3                  | 0                  | 1                  | 1                  |
| 1986               | Não se classificou | Não se classificou | Não se classificou | Não se classificou | Não se classificou | Não se classificou | Não se classificou | Não se classificou |
| 1990               | Quartas de final   | 7/24               | 5                  | 3                  | 0                  | 2                  | 7                  | 9                  |
| 1994               | Primeira fase      | 22/24              | 3                  | 0                  | 1                  | 2                  | 3                  | 11                 |
| 1998               | Primeira fase      | 25/32              | 3                  | 0                  | 2                  | 1                  | 2                  | 5                  |
| 2002               | Primeira fase      | 20/32              | 3                  | 1                  | 1                  | 1                  | 2                  | 3                  |
| 2006               | Não se classificou | Não se classificou | Não se classificou | Não se classificou | Não se classificou | Não se classificou | Não se classificou | Não se classificou |
| 2010               | Primeira fase      | 31/32              | 3                  | 0                  | 0                  | 3                  | 2                  | 5                  |
| 2014               | Primeira fase      | 32/32              | 3                  | 0                  | 0                  | 3                  | 1                  | 9                  |
| 2018               | Não se classificou | Não se classificou | Não se classificou | Não se classificou | Não se classificou | Não se classificou | Não se classificou | Não se classificou |
| 2022               | Primeira fase      | 19/32              | 3                  | 1                  | 1                  | 1                  | 4                  | 4                  |
| 2026               | A definir          | A definir          | A definir          | A definir          | A definir          | A definir          | A definir          | A definir          |
| 2030               | A definir          | A definir          | A definir          | A definir          | A definir          | A definir          | A definir          | A definir          |
| 2034               | A definir          | A definir          | A definir          | A definir          | A definir          | A definir          | A definir          | A definir          |
| Total              | 8/22               | Quartas de final   | 26                 | 5                  | 8                  | 13                 | 22                 | 47                 |

## História
A Seleção Camaronesa é uma das melhores da África, com reconhecimento internacional. Muitos de seus jogadores estão espalhados pelo mundo e encantam os espectadores com sua habilidade e alegria em jogar.
O maior título do futebol camaronês é a medalha de ouro obtida nos Jogos Olímpicos de Verão de 2000. Na Copa do Mundo FIFA, seu melhor resultado foi o 7º lugar em 1990, quando surpreendeu e encantou a todos com seu futebol, principalmente o seu maior craque, Roger Milla, que aos 38 anos de idade, ainda roubava a cena.
Já em relação a Campeonato Africano das Nações, eles têm cinco títulos, sendo o último em 2017.
No Futebol Feminino, ganhou a medalha de ouro nos Jogos Pan-Africanos de 2011.
Ainda destacou-se em campeonatos tais como os Jogos Centro-Africanos, a Copa das Nações Afro-Asiáticas, a Copa CEMAC e o Campeonato Africano de Futebol Sub-17.
A Seleção ficou apurada para a fase final da Copa do Mundo FIFA de 2014 no Brasil. Mas enquanto os prêmios de participação na fase final do Mundial não se tornarem mais atrativos, os jogadores dos Camarões não querem nem ouvir falar na Copa. Esta foi a posição tomada pela comitiva camaronesa que se recusou a embarcar de avião para o Brasil. O governo tinha proposto 50 milhões de francos CFA [cerca de 76 mil euros] de prêmio de participação, mas os jogadores afirmaram querer mais. Na estreia de Camarões na Copa do Mundo, a Seleção perdeu para o México por 1–0 na Arena das Dunas. Já no segundo jogo, realizado em Manaus, na Arena Amazônia, os africanos foram goleados pela Croácia por 4–0. Na terceira partida, Camarões perdeu para o anfitrião Brasil por 4–1 e terminou a Copa do Mundo na 32º colocação, última colocação geral, sendo a pior Seleção da Copa.
Na Copa do Mundo de 2022, na última rodada do Grupo G, os Leões Indomáveis fizeram história ao serem o primeiro país africano a derrotar a Seleção Brasileira numa Copa do Mundo. Vincent Aboubakar marcou o único gol da partida, posteriormente, tirou a camisa durante a comemoração do gol, resultando em seu segundo cartão amarelo e expulsão. Entretanto, mesmo com a vitória, Camarões não conseguiu avançar para as oitavas de final, pois terminou em terceiro lugar, atrás de Brasil e Suíça, respectivamente.

## Títulos
| CONTINENTAIS | CONTINENTAIS                   | CONTINENTAIS | CONTINENTAIS                  |
|              | Competição                     | Vezes        | Ano                           |
| ------------ | ------------------------------ | ------------ | ----------------------------- |
|              | Campeonato Africano das Nações | 5            | 1984, 1988, 2000, 2002 e 2017 |

### Outras conquistas
- Jogos Olímpicos: medalha de ouro - 2000
- Jogos Pan-Africanos: medalha de ouro - 1991, 1999, 2003 e 2007

## Campanhas de destaque
- Copa do Mundo FIFA: 7º lugar - 1990
- Copa das Confederações FIFA: 2º lugar - 2003
- Campeonato Africano das Nações: 2º lugar - 1986 e 2008; 3º lugar - 1972
- Copa CEMAC: 2º lugar - 2006
- Copa UDEAC: 2º lugar - 1988 e 1990
- Jogos da Francofonia: medalha de bronze: 1997

## Uniformes
O clássico uniforme camaronês é formado pela camisa verde, complementada por shorts vermelhos e meias amarelas, as três cores, portanto, representam a bandeira do país; este uniforme foi utilizado em todos os 5 campeonatos mundiais disputados pela seleção nacional ainda que com algumas variações: em 1982 , 1998 e 2002 os números da camisa eram amarelos, em 1990 eram brancos e em 1994 eram pretos. A segunda camisa mudou várias vezes entre branco e amarelo. O atual fornecedor esportivo desde o final de 2019 é a marca francesa Le Coq Sportif.
Os uniformes da seleção africana são famosos por sua excentricidade. O patrocinador esportivo Puma apresentou uniformes peculiares para Camarões: durante a Copa da África de 2002, que foi conquistada posteriormente, foi usada uma regata, que mais tarde ficou famosa por sua estranheza. A FIFA então impediu o uso deste tipo de camisa que também seria utilizado para a Copa do Mundo de 2002, mas Camarões como protesto, mudou seu uniforme costurando mangas pretas feitas de malha fina, que mal eram visíveis, mas oficialmente estavam em conformidade com os regulamentos da FIFA.
Durante a Copa das Nações Africanas de 2004, a Puma novamente criou duas outras camisas inovadoras e excêntricas para os camaroneses: uma peça única (calção e camisa) e justa, que adere ao corpo do jogador, além de arranhões nos dois lados da camisa, não desenhados, mas na superfície. No entanto, o uniforme é contrário aos regulamentos da FIFA, segundo as quais as roupas esportivas devem consistir em uma camisa e calção, exigindo que ele fosse retirado nas quartas de final. Os Leões Indomáveis ainda usaram o uniforme nas quartas de final, onde foram eliminados pela Nigéria. Inevitavelmente, a FIFA reagiu: uma penalidade de CHF 200.000,00 somada com a perda de 6 pontos para a qualificação para a Copa do Mundo de 2006. Após protestos da Federação Camaronesa de Futebol e de toda a CAF, a FIFA cancelou a perda de pontos.
Na Copa da África de 2006, as camisetas utilizadas apresentavam um leão verde escuro como pano de fundo; no torneio seguinte, a camisa era simplesmente verde com bordas vermelhas.

#### Uniforme de 2010
Desde 2009, a Puma criou uma camisa totalmente nova. O tecido está aderente às costas como em 2004, mas as novidades são o novo logotipo e um novo desenho estilizado do leão no coração, mas principalmente entre o ombro direito e o peito, uma grande face do leão é desenhada ao fundo, em outra tipologia diferente da clássica e estilizada no coração. A segunda camisa, por outro lado, é amarela com listras verticais vermelhas muito finas.

### 2022
- 1º - Camisa verde, calção vermelho e meias amarelas
- 2º - Camisa vermelha, calção e meias verdes
- 3º - Camisa branca, calção e meias brancas

| Primeiro uniforme | Segundo uniforme | Terceiro uniforme |

### Uniformes dos goleiros
- Camisa vermelha, calção e meias vermelhas
- Camisa roxa, calção e meias roxas

| Primeiro uniforme | Segundo uniforme |

### Uniformes anteriores
- 2021–22

| Primeiro uniforme | Segundo uniforme |

- 2021

| Primeiro uniforme | Segundo uniforme |

- 2019

| Primeiro uniforme | Segundo uniforme |

- 2018

| Primeiro uniforme | Segundo uniforme | Terceiro uniforme |

- 2016

| Primeiro uniforme | Segundo uniforme |

- 2014

| Primeiro uniforme | Segundo uniforme | Terceiro uniforme |

- 2012

| Primeiro uniforme | Segundo uniforme |

- 2010

| Primeiro uniforme | Segundo uniforme | Terceiro uniforme |  |

- 2008

| Primeiro uniforme | Segundo uniforme |

### Material esportivo
| Fornecedor     | Período       |
| -------------- | ------------- |
| Le Coq Sportif | 1982–1987     |
| Adidas         | 1988–1993     |
| Mitre          | 1993–1995     |
| Lotto          | 1995–1996     |
| Nike           | 1996          |
| Puma           | 1997–2018     |
| Le Coq Sportif | 2019–presente |